# T-DJ Milana
T-DJ Milana (справжнє ім'я Юлія Ігорівна Рисіна; нар. 12 лютого 1989, Ворошиловоград, УРСР, СРСР) — українська топлес — діджейка, композиторка, танцівниця та модель.

## Біографія
Юлія Рисіна народилася 12 лютого 1989 року в Луганську. До 2007 року працювала в модельному бізнесі, проте потім переїхала до Харкова, де розпочала кар'єру топлес-діджея у клубі МІСТО та сформувала спільно з DJ Viniloff проєкт Quattro Hand's Stuff.
У 2009 році T-Dj Milana розпочала двомісячний тур клубами Болгарії, Хорватії та Македонії, після чого була запрошена як спеціальний гість на ток-шоу The Late Show with Azis.
У 2010 році презентувала свій перший трек «Feel, Real» та відеокліп на нього, а також організувала тижневий тур в Індонезії та повторні тури Болгарією та Росією. До 2011 року сингл Юлії був використаний та підтриманий рядом відомих діджеїв, так, Пол Окенфолд використав у його епізоді 094 «Perfecto Podcast!», а Джеймс Грант — в його радіо-шоу Anjunadeep.
У 2013—2014 роках DJ Milana двічі брала участь у телешоу «Говорить Україна» на каналі «Україна». У серпні того ж року Мілана вперше виступила на острові Ібіса в Іспанії, де одразу набула статусу резидента великої борт-вечірки «Oceanbeat Ibiza». Також у 2013 році Юлія знялася у кліпі на пісню «Gimme some more» болгарської співачки Валі. З 2014 року продовжує працювати резидентом на Oceanbeat Ibiza, а також у клубах Bora-Bora Ibiza і Top 21 ibiza.
У 2015 році взяла участь у кліпі Роман Полонський ft. Godwin Kiwinda на пісню «Shika»  .